# Johannes Kreidler (Musiker)

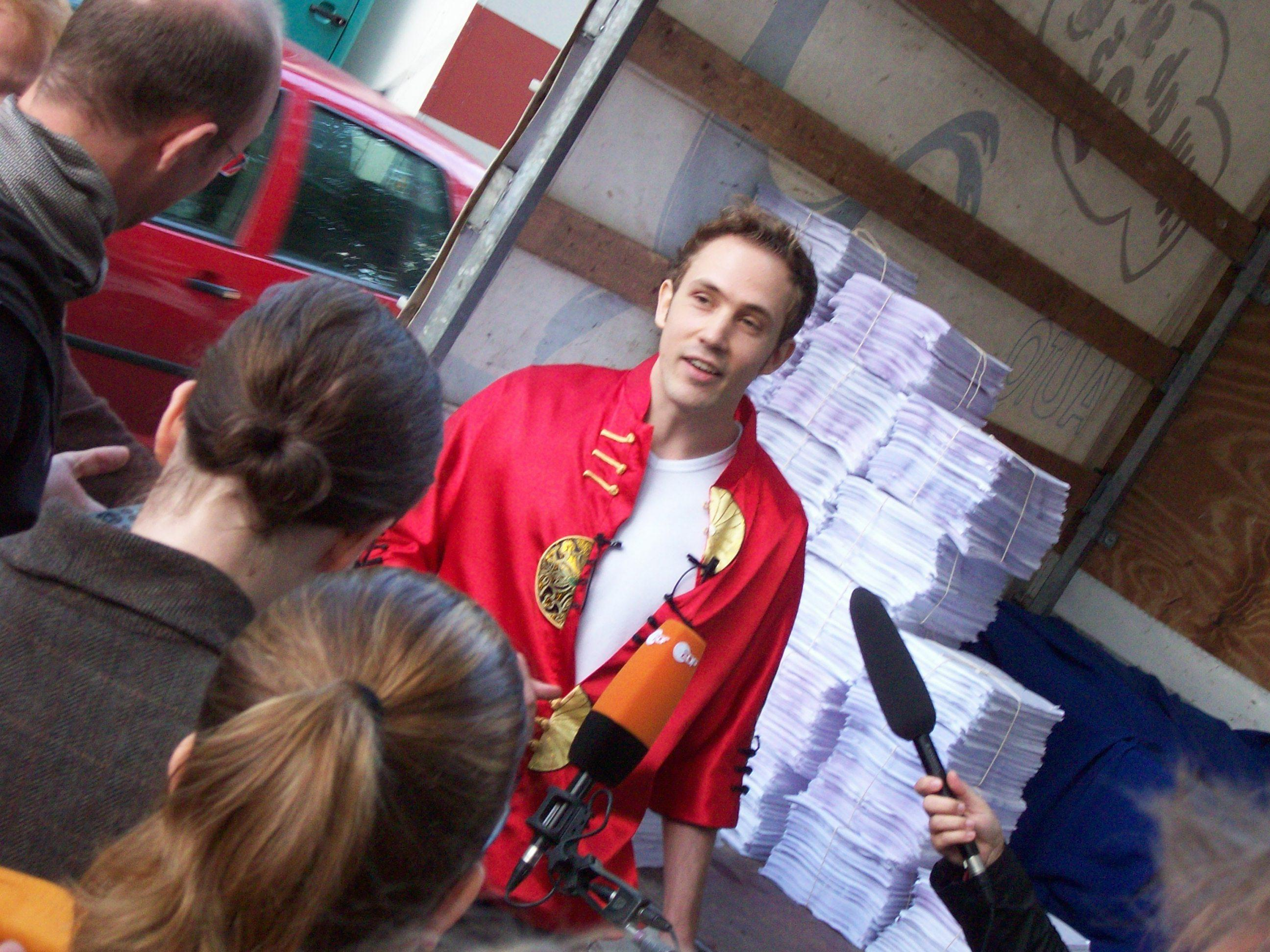
Johannes Kreidler (2008)

Johannes Kreidler (* 1980 in Esslingen am Neckar) ist ein deutscher Komponist, Konzept- und Medienkünstler.

## Leben
Kreidler studierte von 2000 bis 2006 Komposition bei Mathias Spahlinger, elektronische Musik bei Orm Finnendahl und Mesías Maiguashca sowie Musiktheorie bei Eckehard Kiem an der Hochschule für Musik Freiburg und am Institut für Sonologie (Computermusik) des Koninklijk Conservatorium Den Haag. Außerdem studierte er Philosophie und Kunstgeschichte an der Albert-Ludwigs-Universität Freiburg.
Er arbeitete als Dozent an der Hochschule für Musik und Theater Rostock, der Hochschule für Musik Detmold und der Hochschule für Musik und Theater Hannover. Seit 2019 unterrichtet er als Professor für Komposition an der Hochschule für Musik Basel.
Ein breites Presseecho rief im September 2008 seine Aktion product placements hervor, mit der er zur Diskussion über Urheberrecht und Schöpfungshöhe in der Musik beitrug. In einem 33-sekündigen Musikstück verarbeitete er 70.200 Zitate fremder Werke, die er alle einzeln bei der GEMA anmeldete. Zu diesem Zweck fuhr er begleitet von zahlreichen Pressevertretern mit einem Kleinlaster voller ausgefüllter Anträge bei der GEMA-Generaldirektion in Berlin vor. Das Werk ist bewusst in einem rechtlichen Graubereich angesiedelt, welcher sich durch digitale Technologien stark vergrößert hat, so dass es bislang unmöglich ist, den Fall abschließend zu klären.
Im Dezember 2008 erregte er erneut Aufmerksamkeit durch die Aktion Call Wolfgang, bei der er zwei Computer via VoIP miteinander telefonieren und automatisch Terrorabsprachen generieren ließ, die für das BKA relevant sein könnten. Mit der Aktion wandte er sich gegen die Absichten der Bundesregierung, im größeren Stil Vorratsdatenspeicherung zu betreiben.
Im Januar 2009 veröffentlichte Kreidler das Video Charts Music, bei dem er die Aktienkurse verschiedener Unternehmen verwendete, um aus ihnen Tonhöhen abzuleiten. Neben Aktienkursen fanden auch einige Statistiken Verwendung, beispielsweise die Zahl der im Irak getöteten US-Soldaten. Auch in diesem Stück wird wieder auf die Grenzbereiche des Urheberrechts angespielt, indem im Abspann als Komponisten und Copyright-Inhaber die jeweiligen Unternehmen aufgelistet werden statt Kreidler selbst. Das Werk wurde später in der Ausstellung A House full of Music auf der Darmstädter Mathildenhöhe gezeigt.
Im Oktober 2009 machte er bekannt, dass er für eine Auftragskomposition für das Festival Klangwerkstatt Berlin Komponisten aus Billiglohnländern anstellte, um seine eigene Musik zu plagiieren. Für viel weniger Geld, als Kreidler selbst für den Auftrag erhielt, ließ er konzertreife Stücke in China und Indien herstellen. Nach eigenen Angaben dient die Aktion mit dem Titel Fremdarbeit der Aufmerksamkeit auf die Themen Ausbeutung und Autorenschaft.
Kreidlers Orchesterwerk Minusbolero, das 2015 in Stuttgart uraufgeführt wurde, besteht aus Maurice Ravels Boléro, wobei Kreidler alle melodischen Elemente aus der Partitur entfernt hat; somit hört man nur noch die Begleitung. Kreidler sagt dazu, es stelle die Invertierung der Orchesterhierarchie dar, da in seinem Stück fast nur die zweiten Pulte spielten.
Kreidler arbeitet meist mit algorithmischen Kompositionsweisen und setzt auch Medien wie Video und Performance ein. Seine künstlerische Position wird der Konzeptmusik zugerechnet. Mit seinen teilweise provokanten Werken und Schriften hat er Kontroversen ausgelöst, die auch in Buchform erschienen sind und die er selbst wiederum musiktheatralisch verarbeitete.

## Auszeichnungen
- Hans-Stieber-Preis (2000) der Hallischen Musiktage
- Erster Preis beim Deutschen Hochschulwettbewerb im Fach Komposition (2004)
- Graduiertenstipendium des Landes Baden-Württemberg (2006–2008)
- Internationale Ensemble Modern Akademie (2008/09)
- Gewinner des Wettbewerbs für zeitgenössisches Musiktheater operare (2009)
- Gewinner des Fonds Experimentelles Musiktheater des NRW KULTURsekretariats (2009/10)
- Nachwuchsförderpreis des deutschen Musikautorenpreises, dotiert mit 10.000 Euro (2010)
- Stipendienpreis der Darmstädter Ferienkurse (2010)
- Stipendium der Akademie der Künste Berlin (2011)
- Kranichsteiner Musikpreis (2012)
- Stipendium der Kunststiftung Baden-Württemberg (2013)

## Werkübersicht (Auswahl)

### Konzertmusik
- RAM Microsystems für Joysticks (2005)
- Klavierstück 5 für Klavier und Vierkanal-Zuspielung (2005)
- Windowed 1 für Schlagzeug und Zuspielung (2006)
- Fünf Programmierungen eines MIDI-Keyboards (2006)
- Dekonfabulation für Sprecherin, Akkordeon, Schlagzeug und Zuspielung (2007/08)
- Cache Surrealism für Akkordeon, Baritonsaxofon, Cello und Zuspielung (2008)
- In hyper intervals für vier Instrumente und Zuspielung (2008)
- Kantate. No future now für großes Ensemble und Sampler (2008)
- Fremdarbeit für vier Instrumente und Moderator (2009)
- Living in a Box für großes Ensemble und Sampler (2010)
- Stil 1 für variable Besetzung und Zuspielung (2010)
- Studie für Klavier, Audio- und Videozuspielung (2011)
- Die „sich sammelnde Erfahrung“ (Benn): der Ton für sechs Instrumente, Audio- und Videozuspielung (2012)
- Der „Weg der Verzweiflung“ (Hegel) ist der chromatische für neun Instrumente, Audio- und Videozuspielung (2012), uraufgeführt bei den Donaueschinger Musiktagen
- Shutter Piece für acht Instrumente, Audio- und Videozuspielung (2013), uraufgeführt bei den Wittener Tagen für neue Kammermusik
- Irmat Studies für Sensortisch (2013)
- Minusbolero für großes Orchester (2009–2014)
- Steady Shot für Klavier, Fotokamera, Audio- und Videozuspielung (2015)
- TT1 für großes Orchester und Elektronik (2014/2015)
- Two Pieces for Clarinet and Video (2016)
- Instrumentalisms für Instrument und Video (2016)
- Typogravitism für E-Gitarre, Audio- und Videozuspielung (2016)
- The Wires für Cello, Audio- und Videozuspielung (2016)
- Lippenstift für Chor, Audio- und Videozuspielung (2016)
- Piece for Harp and Video (2018)

### Videos
- Charts Music (2009)
- Compression Sound Art (2009)
- Kinect Studies (2011/13)
- Split Screen Studies (2012)
- Scanner Studies (2012)
- 22 Music Pieces for Video (2014)
- Film 1 (2017)
- Film 2 (2017)
- Film 3 (2018)

### Musiktheater
- Feeds. Hören TV (2009/10), Musiktheater im Revier Gelsenkirchen
- Audioguide (2014), Darmstädter Ferienkurse für Neue Musik / Ultima Festival Oslo
- Audioguide III (2015), KunstFestSpiele Herrenhausen
- Industrialisierung der Romantik (2016), Operncafé Halle
- Mein Staat als Freund und Geliebte (2018), Opernhaus Halle
- Selbstauslöser (2018), Volksbühne Berlin/BAM! Festival

### Aktionen
- product placements (2008)
- Call Wolfgang (2008)
- Earjobs (2011)

### Grafische Arbeiten
- Sheet Music (2013)
- Album (2015)

### Hörspiele
- Listomania, Hessischer Rundfunk 2016

## Schriften

### Bücher
- Loadbang. Programming Electronic Music in Pure Data. Wolke Verlag, Hofheim 2009, ISBN 3-936000-57-3.
- Musik, Ästhetik, Digitalisierung. Eine Kontroverse Wolke, Hofheim 2010, ISBN 978-3-936000-84-9. (gemeinsam mit Harry Lehmann und Claus-Steffen Mahnkopf)
- Musik mit Musik. Texte 2005–2011. Wolke Verlag, Hofheim 2012, ISBN 978-3-936000-93-1.
- Sätze über musikalische Konzeptkunst. Texte 2012–2018. Wolke Verlag, Hofheim 2012, ISBN 978-3-95593-087-5

### Artikel
- Soundfiles. In: KunstMusik 8 (2007), S. 26–36.
- Luhmanns Medium-Form-Unterscheidung als Theorie der Satzmodelle. In: Zeitschrift der Gesellschaft für Musiktheorie 4 (2007) 1/2, S. 135–141.
- Medien der Komposition. In: Musik & Ästhetik 48 (2008), S. 5–21.
- Urheberrecht kontra Kreativität. Partitur eines Musiktheaters für Komponisten. In: Positionen 77 (2008), S. 2–7.
- Zum „Materialstand“ der Gegenwartsmusik. In: Musik & Ästhetik 52 (2009), S. 24–37.
- Junge Komponisten 1. In: Positionen 84 (2010), S. 10–17.
- Digital naives oder digital natives? Replik auf Claus-Steffen Mahnkopfs Essay über Computer und Musik. In: MusikTexte 125 (2010), S. 19–24.
- Elitär vs. populär. Über zweifelhafte Distinktionen. In: Dissonance 114 (2011), S. 26–28.
- Ein kurzer Essay über Liebe. In: Neue Zeitschrift für Musik 173 (2012), S. 38–39.
- Mit Leitbild?! Zur Rezeption konzeptueller Musik. In: Positionen 95 (2013), S. 29–34.
- Musik mit Musik. In: Darmstädter Beiträge zur Neuen Musik 21 (2012), S. 26–36.
- Das Neue am Neuen Konzeptualismus. In: Neue Zeitschrift für Musik 1/2014 (2014), S. 44–49.
- Sätze über musikalische Konzeptkunst. In: MusikTexte 145 (2015), S. 85.
- Gegen Applaus. In: Neue Zeitschrift für Musik 3/2015 (2015), S. 15.
- Der erweiterte Musikbegriff. In: +und. Katalog der Donaueschinger Musiktage 2014 (2014), S. 82–89.
- Zur Musikkritik. In: Dissonance 137 (2016), S. 11–15.
- Der aufgelöste Musikbegriff. In: Musik & Ästhetik 4/2016 (2016), S. 85–96.